# Jonathan Glenn
Jonathan Glenn, né le 27 août 1987 à Maloney Gardens au Trinité-et-Tobago, est un footballeur international trinidadien, qui joue au poste d'attaquant. Il est désormais entraîneur de l'équipe féminine de l'ÍBK Keflavík évoluant en Besta-deild kvenna.

## Biographie

### Carrière internationale
Jonathan Glenn est convoqué pour la première fois par le sélectionneur national Stephen Hart pour un match de la Coupe caribéenne 2014 contre le Curaçao le 11 novembre 2014 (victoire 3-2). 
Il dispute une Gold Cup en 2015. Il participe également à une Coupes caribéenne en 2014.
Il compte six sélections et un but avec l'équipe de Trinité-et-Tobago entre 2014 et 2016.